# Oberelsbach
Oberelsbach – gmina targowa w Niemczech, w kraju związkowym Bawaria, w rejencji Dolna Frankonia, w regionie Main-Rhön, w powiecie Rhön-Grabfeld. Leży na pograniczu Rhön i Grabfeldu, około 15 km na północny zachód od Bad Neustadt an der Saale.

## Dzielnice
W skład gminy wchodzą następujące dzielnice: Ginolfs, Oberelsbach, Sondernau, Unterelsbach i Weisbach.

## Demografia
| Rok  | Liczba mieszk. |
| ---- | -------------- |
| 1970 | 2.934          |
| 1987 | 2.871          |
| 2000 | 2.966          |
| 2005 | 2.931          |

## Zabytki i atrakcje
- barokowy kościół pw. św. Kiliana (St. Kilian), wybudowany w 1784
- Pierwsze Niemieckie Muzeum Fajek i Wyrobów Tytoniowych (Erstes Deutsches Tabakpfeifenmuseum)

## Osoby urodzone w Oberelsbach
- Valentin Rathgeber (1682–1750), kompozytor
- Wilhelm Vorndran (ur. 1924), polityk, premier landtagu Bawarii

## Oświata
(na 1999)

W gminie znajduje się 125 miejsc przedszkolnych (z 124 dziećmi) oraz szkoła podstawowa (16 nauczycieli, 288  uczniów).